# Sidemia christophi
Sidemia christophi là một loài bướm đêm trong họ Noctuidae.